# アマド・ファクリ・サーラニ
アマド・ファクリ・サーラニ（マレー語: Ahmad Fakri Saarani、1989年7月8日 - ）は、マレーシアのサッカー選手。マレーシア代表。ポジションはFWあるいはMF。

## クラブ歴
ケランタン州プンカラン・チェパで生まれたものの、ペラ州イポーで育った。ペラFAの下部組織出身で、2007年3月24日のマレーシア・スーパーリーグ、ヌグリ・スンビランFA戦で初出場。この試合で彼はハットトリックに加え1アシストも決め、ペラFAは5-1で勝利した。彼はトップチームのストライカーであるスレンドラン・ラシアーが代表でスリランカにいる時に、プレジデンツカップチームからトップチームに昇格。監督のスティーヴ・ダービーは彼の試合での起用に関する決定について以下のように述べた。

ファクリはこの2か月トップチームで練習を積んでいる。そして私は彼を登場させるに相応しい頃合だと思っている。君達は私の采配に疑問を覚えているだろうが、まさに今こそが彼に新たな経験をさせる時だ。それがホームゲームかどうかは気にしない。彼が失敗を犯したらサポーターは嫌な印象を持つかもしれないが、私はこの新星を信じている。彼はプレッシャーを上手く跳ね除けるだろし、自らの試合に自信を持っている人物だ。此間だってブルネイでU-19代表として出場している。私はこの若い選手を適切な時に試してみるよ。私のローテーションシステムの下で自らの価値を証明する彼に与えられた機会だ。A代表の選手が抜けている中で我々は彼ら抜きで上手くやっていかなければならないんだ。

2008年にはカイルル・ファーミ・チェ・マットと共にハリマウ・ムダに加入した。2010年にはプルリスFAに移籍した。
2012年12月8日には、ポルトガル4部のアトレティコSCに1年契約で移籍。契約満了の後、冬の移籍市場でケランタンFAに復帰した。2013年4月19日のPKNS FC戦で復帰後初得点を飾ったものの、1-2で試合には敗れた。同年8月31日にはマレーシアカップでの初得点をヌグリ・スンビランFAから記録したものの、この試合も1-2で敗れた。ただこの年のマレーシアカップでは決勝に進出し彼も決勝戦のパハンFA戦で途中出場をした。
2016年にケダFAに移籍、同年にはFELDAユナイテッドFCへのレンタル移籍も経験した。

## 代表歴
U-20代表としてAFF U-19ユース選手権に2006年大会、2007年大会の二回、出場した。2007年にはハサナル・ボルキア・トロフィーにも出場した。2008年にはマレーシア・プレミアリーグに参戦する同国U-20代表チームであるハリマウ・ムダに移籍した。
A代表としては2009年8月12日のケニア代表との親善試合で初出場。2010年11月にはラヤゴパル・クリシュナサミ監督から2010 AFFスズキカップに臨むメンバーの一人に選出されたものの、2010年アジア競技大会で負傷したために出場不能となってしまい、彼の代わりにアシャーリ・シャムスディンが招集された。2012 AFFスズキカップの際にもラヤゴパル監督から招集され、出場したもののインドネシア代表戦に途中出場したのみであった。

## 個人成績
代表での得点一覧
| # | 日附           | 場所                                                 | 対戦相手 | 得点 | 結果 | 大会                    |
| - | -------------- | ---------------------------------------------------- | -------- | ---- | ---- | ----------------------- |
| 1 | 2012年10月16日 | 香港旺角大球場                                       | 香港     | 0-3  | 0-3  | 親善試合                |
| 2 | 2014年3月5日   | アル・アイン・タハヌーン・ビン・モハメド・スタジアム | イエメン | 1-2  | 1-2  | AFCアジアカップ2015予選 |

## タイトル
ペラFA
- マレーシア・プレジデンツカップ: 2006-07

ケランタンFA
- マレーシアカップ:

準優勝: 2013
- ピアラFAマレーシア: 2013

準優勝: 2015
ケダFA
- マレーシアカップ: 2016

### 代表
- 東南アジア競技大会: 2009, 2011